# GJ 2066
GJ 2066 (HIP 4051 / G 113-20) es una estrella situada en la constelación de Hidra cerca del límite con Canis Minor.
Brilla con magnitud aparente +10,05 y se encuentra a 28,6 años luz del sistema solar.
GJ 2066 es una de las numerosas enanas rojas de nuestro entorno.
Éstas son estrellas de baja masa cuya energía se genera a un ritmo lento por fusión nuclear del hidrógeno en helio a través de la cadena protón-protón; en consecuencia, emiten muy poca luz.
La luminosidad bolométrica —en todas las longitudes de onda— de GJ 2066 es equivalente al 2,78% de la luminosidad solar.
Pese a ello, es considerablemente más luminosa que otras conocidas enanas rojas como Próxima Centauri o Wolf 359.
De tipo espectral M2, la temperatura efectiva de GJ 2066 es de 3420 K.
Su velocidad de rotación proyectada es igual o inferior a 2,7 km/s.
Tiene un bajo contenido metálico ([Fe/H] = -0,22) y su masa es de 0,447 ± 0,005 masas solares, semejante a la de Lalande 21185 pero 3,6 veces mayor que la de Próxima Centauri.